# Cordofon
Cordofon este denumirea generică pentru o clasă de instrumente muzicale care produc sunete prin vibrațiile unei sau mai multor coarde întinse între două puncte. Vibrațiile se obțin prin lovirea coardelor (pian), ciupirea lor (clavecin), frecarea lor (vioară), sau prin acțiunea vântului (harpă eoliană⁠(en)[traduceți]).
Instrumentele numite simplu „instrumente cu coarde” sunt clasificate drept „cordofon”; vioara, chitara, lira și harpa sunt exemple. Dar termenul cuprinde și instrumente pe care mulți ar ezita să le numească așa, ca arcușul sau pianul (considerat și instrument cu claviatură sau instrument de percuție).
În clasificarea lui Curt Sachs, există patru categorii de cordofon cu coarde ciupite cu mâna: țitere, lăute, lire și harpe.